# Trois Cœurs (roman)
Pour les articles homonymes, voir Trois cœurs (homonymie).
Trois Cœurs (titre original : Hearts of Three) est un roman posthume de Jack London paru d'abord en volume à Londres en 1918 puis en pré-publication aux États-Unis dans le New York Journal-American du 12 mai au 20 juin 1919 et en volume en septembre de l'année suivante.

## Éditions

### Éditions en anglais
- Hearts of Three, un volume chez Mills & Boon (en), 1918.
- Hearts of Three, dans New York Journal-American, mai-juin 1919.
- Hearts of Three, un volume chez The Macmillan Company, septembre 1920.

### Traductions en français
- Trois Cœurs,  traduit par Louis Postif, en feuilleton dans  L'Intransigeant, quotidien, du 5 octobre au 14 décembre 1934.
- Trois cœurs,  traduit par Louis Postif, Hachette, 1938[1].
- Trois cœurs,  traduit par Louis Postif, 10/18, 1980.
- Trois cœurs,  traduit par Louis Postif, in Du possible à l'impossible, Bouquins, Robert Laffont, 1987.

## Adaptation à la télévision
- 1992 :  Trois Cœurs (ru), mini-série russo-ukrainienne réalisée par Vladimir Popkov (ru) et diffusée en cinq épisodes.

## Sources
- (en) Jack London's Works by Date of Composition
- jack-london.fr/bibliographie